# Etelredo II de Anglia Oriental

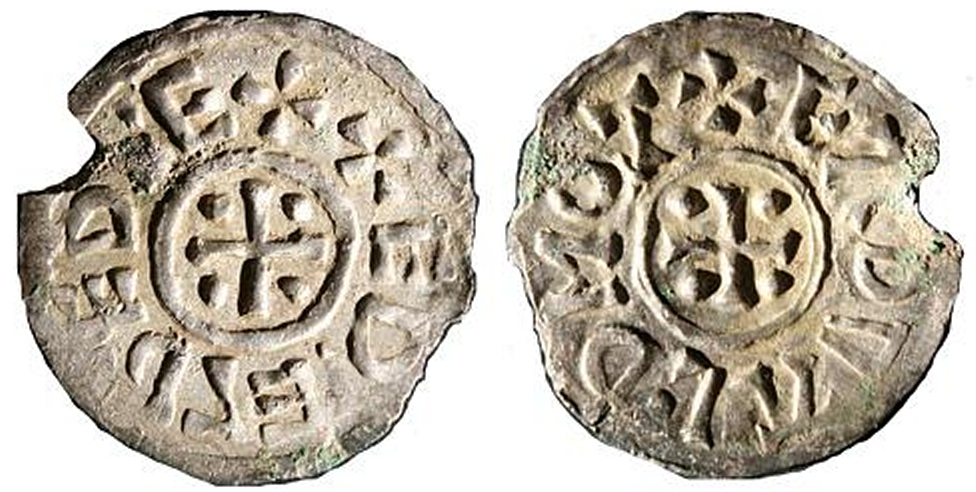
Moneda de Æthelred II de East Anglia (c. 875)

Etelredo fue rey de Anglia Oriental cerca del año 875.
No se conoce evidencias escritas acerca de su reinado. Sin embargo, la evidencia numismática coloca a su reinado en la década de los 70 del siglo IX, quizá junto con Oswaldo, cuyas monedas se sabe que pertenecen a esa misma época. 